# Merneptah
Merneptah (Merenptah sau Mineptah) a fost cel de-al patrulea faraon al dinastiei a XIX-a a Egiptului antic. A domnit aproape zece ani între sfârșitul lui iulie sau începutul lui august 1213 î.Hr. și 2 mai 1203 î.Hr. A fost cel de-al treisprezecelea copil al lui Ramses al II-lea și al patrulea fiu al lui Isetnofret, cea de-a doua soție al lui Ramses al II-lea. Numele său de tron a fost Ba-en-re Mery-netjeru (Sufletul lui Ra, iubit de zei).

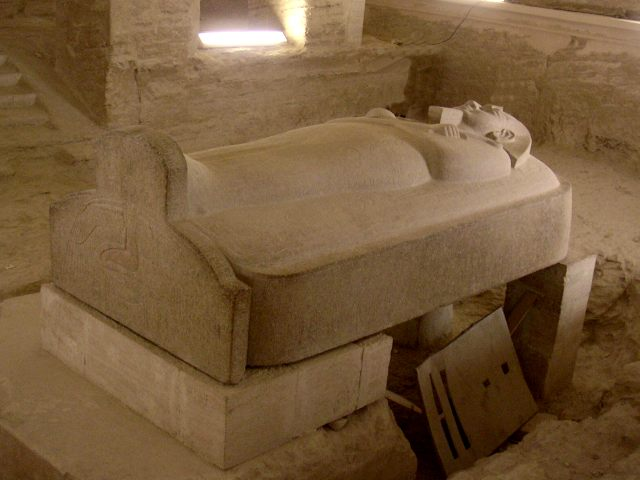
Mormântul lui Merneptah